# Title (Album)
Title ist das Debütalbum der amerikanischen Sängerin Meghan Trainor. Es wurde am 9. Januar 2015 unter dem Label Epic veröffentlicht und erhielt mittelmäßige Kritiken. Als erste Single wurde All About That Bass veröffentlicht.

## Entstehung
Vor dem Release des Albums veröffentlichte Trainor drei Alben, die ohne ein Label veröffentlicht wurden, nämlich Meghan Trainor (2008), I'll Sing with You (2011) und Only 17 (2011). Im Juli 2014 sagte Trainor, dass das Album im Herbst fertig sein würde. Im August des gleichen Jahres war die Platte eigentlich schon fertig, jedoch erzählte Trainor USA Today, dass ein Song, der innerhalb von 8 Minuten geschrieben wurde, noch am gleichen Tag aufgenommen werden musste. Am 30. August 2014 erzählte Trainor Jim Sullivan von der Cape Cod Times, dass Title wohl im November oder Dezember 2014 veröffentlicht würde. Später sagte sie in einem Interview mit Billboard am 21. September, dass dem Album nur noch ein Song fehle, den sie noch vollenden müsse. Im Oktober 2014 nahm Trainor eine zweimonatige Pause. Schlussendlich wurde das Album dann am 9. Januar 2015 weltweit veröffentlicht.

## Singles

### All About That Bass
All About That Bass wurde als die Lead Single des Albums am 30. Juni 2014 veröffentlicht. Es wurde von NBC's Today als „Song des Sommers“ bezeichnet. Der Song wurde für zwei Grammys nominiert, nämlich für den „Song des Jahres“ und die „Aufnahme des Jahres“, jedoch gewann er keinen davon. Das Video zum Song war das zweitmeistgeschaute Video bei Vevo 2014. All About That Bass gelangte in 58 Ländern an die Spitze der Charts und verkaufte sich weltweit 11 Millionen Mal. Der Songtext erntete gemischte Kritik, da zwar gegen photogeshopte Modelfiguren gewettert wird, dies aber mit dem anti-feministischen Trost, dass „Boys“ üppigere Hintern („Booty“) lieber hätten.

### Lips Are Movin
Lips Are Movin wurde als zweite Single des Albums am 21. Oktober 2014 veröffentlicht. Der Song bekam generell gute Kritik und konnte sich in den Top 10 vieler Länder platzieren, wie z. B. in Australien, Kanada, Deutschland, Irland, den Niederlanden und in Neuseeland.

### Dear Future Husband
Dear Future Husband wurde als dritte Single des Albums am 17. März 2015 veröffentlicht. Es wurde in den USA mit zweimal Platin ausgezeichnet und verkaufte sich dort insgesamt über 2 Millionen Mal. Der Song konnte sich dort auf Platz 14 platzieren und war 24 Wochen in den Charts. Das Stück enthält Samples und Musikelemente des Liedes Runaround Sue von Dion DiMucci und Racey.

### Like I’m Gonna Lose You
Like I’m Gonna Lose You ist die vierte und letzte Single des Albums und wurde am 23. Juni 2015 veröffentlicht. Trainor sang den Song gemeinsam mit dem Sänger John Legend ein. Der Song landete auf Platz 1 in Australien und Neuseeland. In den USA erreichte er Platz 8 und wurde auch wieder mit zweimal Platin ausgezeichnet.

### (Title)
Der gleichnamige eigentliche Titelsong des Albums sollte als zweite Single erscheinen, wurde aber wegen der schlechten Kritiken nicht weiter promotet. Einerseits wurde die Rap-Strophe, andererseits der unterwürfige anti-feministische Text kritisiert, wünscht sie sich doch, „Trophäe auf dem Regal“ des Mannes zu sein.
Zudem enthält der Text die zwei „schlimmen Wörter“ ass und shit, die bei Konzerten oft durch lips und phone ersetzt werden mussten. So erreichte Title zwar in Neuseeland Platz 9 der Charts, in den USA aber nur Platz 100 der Billboard Hot 100.
In der Folge verschwand der Song in der Versenkung. Auch das dazugehörende 2015 produzierte Video, das sich um eine Mister-Amerika-Wahl dreht und eigentlich die Geschlechterrollen im Text verkehrt, war nur auf einer Special DVD-Edition außerhalb der USA zu sehen.
2021 erfuhr der Song aber via TikTok eine unerwartete Wiederentdeckung. Über 6500 Clips wurden dort zur Refrainzeile „invitation to kiss my ass goodbye“ erstellt. Erst im Dezember 2021, also fast sieben Jahre nach der Produktion, wurde das Video, in dem auch Meghans Bruder kurz zu sehen ist, auf YouTube veröffentlicht. In der Folge gelangte der Song in Europa, Asien und Australien wieder in die Charts und erreicht in Japan Platz 16.
Die erste Stophe beginnt mit ausschließlicher Ukulele-Begleitung, einem Instrument, das Trainor selbst spielt, was sie in der Regel auch bei Unplugged-Auftritten tut, wo sie sich zusätzlich von einem Gitarristen begleiten lässt. Eine Akustikversion gibt es auch auf der Special Edition des Albums.

## Titelliste
| Nr.          | Titel                                           | Autor(en)                                                            | Länge |
| ------------ | ----------------------------------------------- | -------------------------------------------------------------------- | ----- |
| 1.           | The Best Part (Interlude)                       | Meghan Trainor                                                       | 0:24  |
| 2.           | All About That Bass                             | Trainor, Kevin Kadish                                                | 3:11  |
| 3.           | Dear Future Husband                             | Trainor, Kadish                                                      | 3:04  |
| 4.           | Close Your Eyes                                 | Trainor, Kadish                                                      | 3:41  |
| 5.           | 3am                                             | Trainor, Chris Gelbuda, Ben Fagan, Todd Carey, K. Thornton (K. Nita) | 3:06  |
| 6.           | Like I’m Gonna Lose You (featuring John Legend) | Trainor, Justin Weaver, Caitlyn Smith                                | 3:45  |
| 7.           | Bang Dem Sticks                                 | Trainor, James G. Morales, Matthew Morales, Julio David Rodriguez    | 3:00  |
| 8.           | Walkashame                                      | Trainor, Kadish                                                      | 2:59  |
| 9.           | Title                                           | Trainor, Kadish                                                      | 2:55  |
| 10.          | What If I                                       | Trainor, Kadish                                                      | 3:20  |
| 11.          | Lips Are Movin                                  | Trainor, Kadish                                                      | 3:02  |
| 12.          | No Good for You A                               | Trainor, Brett James                                                 | 3:36  |
| 13.          | Mr. Almost A (featuring Shy Carter)             | Trainor, Jesse Frasure, Shy Carter                                   | 3:16  |
| 14.          | My Selfish Heart A                              | Trainor                                                              | 3:47  |
| 15.          | Credit A                                        | Trainor, Kadish                                                      | 2:51  |
| 16.          | What If I (Guitar version) B                    | Trainor, Kadish                                                      | 3:18  |
| 17.          | Title (Acoustic) B                              | Trainor, Kadish                                                      | 2:55  |
| 18.          | I'll Be Home B                                  | Trainor                                                              | 3:39  |
| Gesamtlänge: | Gesamtlänge:                                    | Gesamtlänge:                                                         | 32:27 |

## Chartplatzierungen
| ChartsChartplatzierungen       | Höchstplatzierung | Wochen |
| ------------------------------ | ----------------- | ------ |
| Deutschland (GfK)              | 14 (34 Wo.)       | 34     |
| Österreich (Ö3)                | 13 (21 Wo.)       | 21     |
| Schweiz (IFPI)                 | 2 (22 Wo.)        | 22     |
| Vereinigtes Königreich (OCC)   | 1 (59 Wo.)        | 59     |
| Vereinigte Staaten (Billboard) | 1 (107 Wo.)       | 107    |

| ChartsJahrescharts (2015)      | Platzierung |
| ------------------------------ | ----------- |
| Deutschland (GfK)              | 96          |
| Schweiz (IFPI)                 | 78          |
| Vereinigtes Königreich (OCC)   | 17          |
| Vereinigte Staaten (Billboard) | 5           |

| ChartsJahrescharts (2016)      | Platzierung |
| ------------------------------ | ----------- |
| Vereinigte Staaten (Billboard) | 40          |

## Auszeichnungen für Musikverkäufe
| Land/Region                  | Auszeichnungen für Musikverkäufe (Land/Region, Auszeichnung, Verkäufe) | Verkäufe  |
| ---------------------------- | ---------------------------------------------------------------------- | --------- |
| Australien (ARIA)            | 3× Platin                                                              | 210.000   |
| Brasilien (PMB)              | 2× Platin                                                              | 80.000    |
| Dänemark (IFPI)              | 2× Platin                                                              | 40.000    |
| Deutschland (BVMI)           | Gold                                                                   | 100.000   |
| Kanada (MC)                  | 3× Platin                                                              | 240.000   |
| Mexiko (AMPROFON)            | 3× Gold                                                                | 90.000    |
| Neuseeland (RMNZ)            | 5× Platin                                                              | 75.000    |
| Niederlande (NVPI)           | Gold                                                                   | 20.000    |
| Polen (ZPAV)                 | 2× Platin                                                              | 40.000    |
| Schweden (IFPI)              | Platin                                                                 | 40.000    |
| Vereinigte Staaten (RIAA)    | 3× Platin                                                              | 3.000.000 |
| Vereinigtes Königreich (BPI) | Platin                                                                 | 300.000   |
| Insgesamt                    | 3× Gold · 23× Platin ·                                                 | 4.225.000 |

Hauptartikel: Meghan Trainor/Auszeichnungen für Musikverkäufe